# Alela Diane
Alela Diane (née le 20 avril 1983 à Nevada City, Californie) est une chanteuse et compositrice américaine, dont les chansons sont imprégnées du style folk.

## Carrière
La rédaction des Inrockuptibles classe l'album The Pirate's Gospel comme l'un des dix meilleurs albums de 2007. En 2008, Alela prête sa voix à un album de dix reprises folk intitulé The Silence of Love, du projet Headless Heroes. Dans cet exercice, la chanteuse reprend des titres de Nick Cave à Vashti Bunyan en passant par I am Kloot. Elle est donc incitée à quitter son registre habituel, pour cohabiter avec des compositions plus complexes et un fond sonore souvent bien plus riche.
Elle donne plusieurs concerts en Europe de mars à mai, puis en novembre 2008 (Royaume-Uni, Irlande, France, Suisse, Pays-Bas, Belgique et Allemagne), accompagnée de son père Tom Menig, Mariee Sioux - assurant quelques premières parties - Matt Bauer (banjo et basse), Benjamin Oak Goodman (batterie) et Alina Hardin (chant).
Le deuxième album, paru en février 2009, mêle des sonorités du folk américain et du folk anglo-irlandais.
Le troisième album Alela Diane and Wild divine paraît en avril 2011. Cette parution est suivie d'une tournée américaine et européenne en compagnie de son groupe Wild Divine, qui comporte deux autres guitaristes (son père Tom Menig et son ex-mari Tom Bevitori) ainsi qu'un bassiste et un batteur.La chanson Take Us Back de l'album To Be Still est utilisée comme générique de fin dans l'épisode final du jeu vidéo narratif The Walking Dead : L'Ultime Saison, dernier opus de la licence de jeux The Walking Dead: A Telltale Games Series.
Le quatrième album, About Farewell, paraît le 24 juin 2013 en France. En 2014, la chanson The Light figure dans la bande originale de la quatrième saison de la série The Walking Dead intitulée Songs of Survival, volume 2.
Le 16 octobre 2015, Diane et le guitariste Ryan Francesconi sortent l'album Cold Moon où l'on entend « le jeu de guitare pensif de Francesconi [et] les paroles naturalistes et poétiques de Diane ».
Peu après la sortie du single Émigré, son cinquième album, Cusp, est rendu public le 9 février 2018.

## Vie privée
Diane épouse Tom Bevitori in 2011. Après leur divorce, elle se marie avec Toren Volkmann en août 2013. Le couple a deux filles, Vera Marie (née en octobre 2013) et Oona (née en février 2017).

## Discographie

### Contributions, compilations
- 2006 : Dry Grass and Shadows, paru sur la compilation Family Album compilation, Grass Roots Records
- 2006 : Songs Whistled Through White Teeth, Names Records (Royaume-Uni) (10” vinyle)
- 2007 : The Pirate's Gospel, Names Records
- 2008 : The Silence of Love, Fargo

### Collaboration
- 2010 :  chant sur The Tree (album Destroyer of the Void du groupe Blitzen Trapper)
- 2013 : chant sur I Never Came (album Uncovered Queens Of The Stone Age par Olivier Libaux)